# روابط ازبکستان و ترکمنستان
روابط ازبکستان و ترکمنستان (انگلیسی: Turkmenistan–Uzbekistan relations)، سفارت ازبکستان در عشق‌آباد، و سفارت ترکمنستان در تاشکند قزار دارد. قبل از فروپاشی اتحاد جماهیر شوروی در سال ۱۹۹۱، هر دو کشور تحت نام‌های جمهوری شوروی سوسیالیستی ترکمنستان و جمهوری شوروی سوسیالیستی ازبکستان، از جمهوری‌های اتحاد جماهیر شوروی بودند.

## تاریخچه
در سال ۱۹۹۶، سفارت ترکمنستان در تاشکند افتتاح گردید. سفارت ازبکستان در عشق‌آباد، سال ۱۹۹۵ شروع به فعالیت کرده بود.